# سیارک ۲۴۲۶۱
سیارک ۲۴۲۶۱ (به انگلیسی: 24261 Judilegault، نامگذاری:1999XA130) بیست و چهار هزار و دویست و شصت و یکمین سیارک کشف شده‌است که در ۱۲ دسامبر ۱۹۹۹ کشف شد.
قدر مطلق سیارک برابر ۱۷.۸ است.